# Horní Dobrouč
Horní Dobrouč (německy Dittersbach) je vesnice a část obce Dolní Dobrouč v okrese Ústí nad Orlicí. Nachází se asi 3,5 kilometru jižně od Dolní Dobrouče. Prochází zde silnice II/313. Horní Dobrouč je také název katastrálního území o rozloze 10,15 km². Historicky náleží k regionu Hřebečsko.

## Historie
První písemná zmínka o vesnici pochází z roku 1292. Vesnice byla před rokem 1945 osídlena převážně sudetskými Němci, kteří byli po druhé světové válce odsunuti.

## Pamětihodnosti
- terasa se souborem soch, jejíž ústřední součástí je mariánská statue ve formě jehlanu s andílky, kolem roku 1730
- Kostel svatého Jana Křtitele
- Socha svatého Jana Nepomuckého
- Asi 2,5 kilometru východně od vesnice stojí u cesty Kreuzigerův kříž.

## Galerie

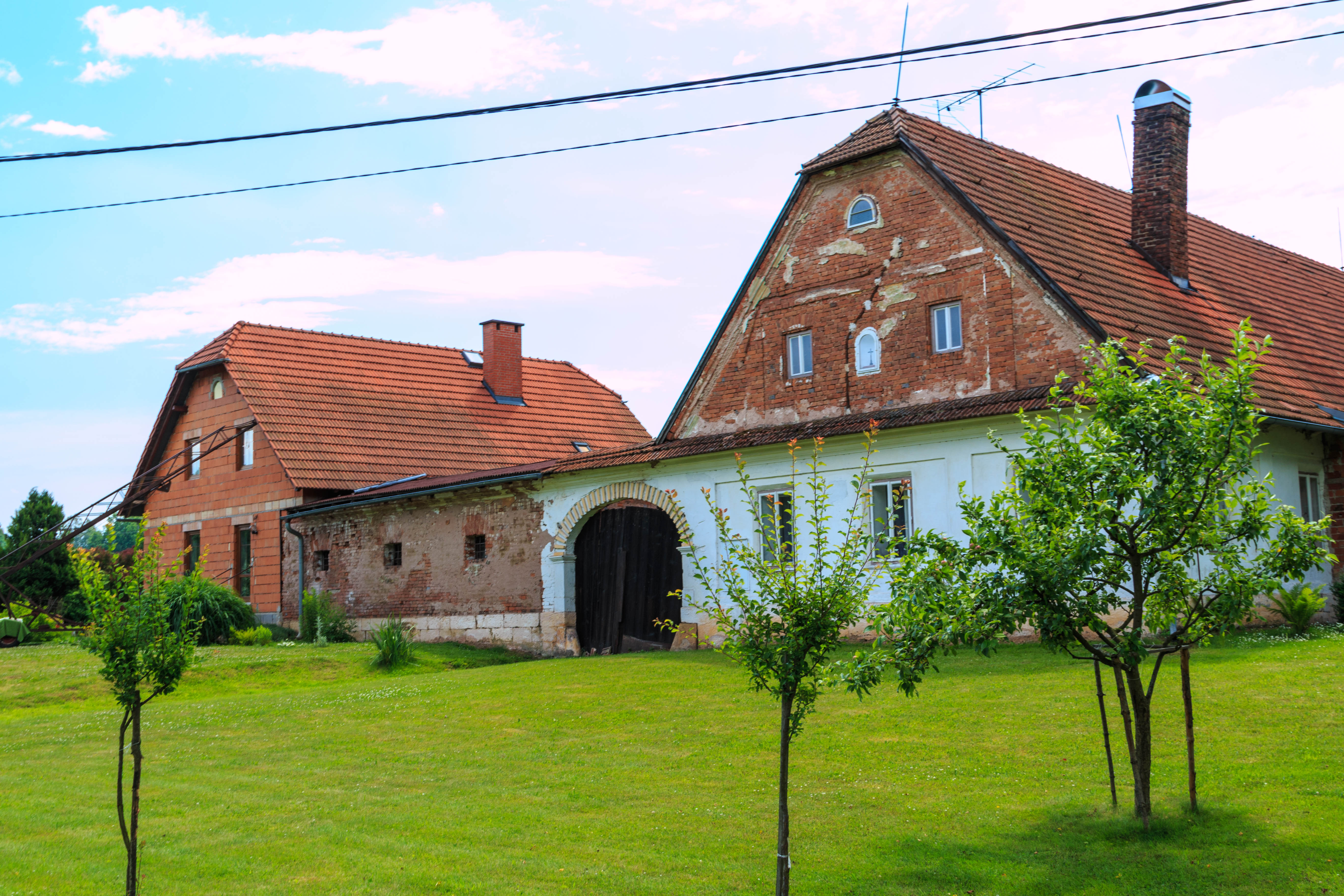
Dům č. 110
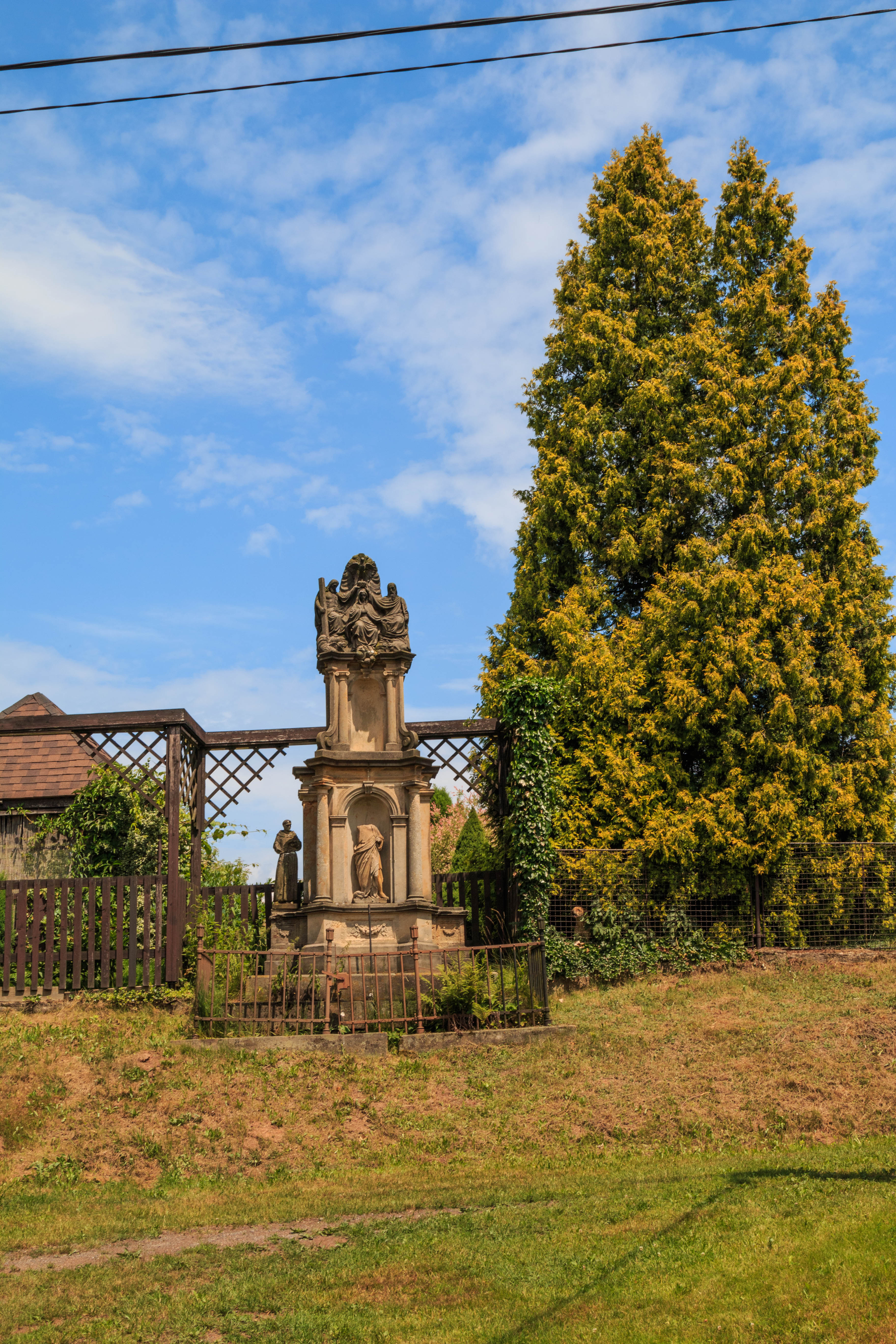
Socha svaté Trojice
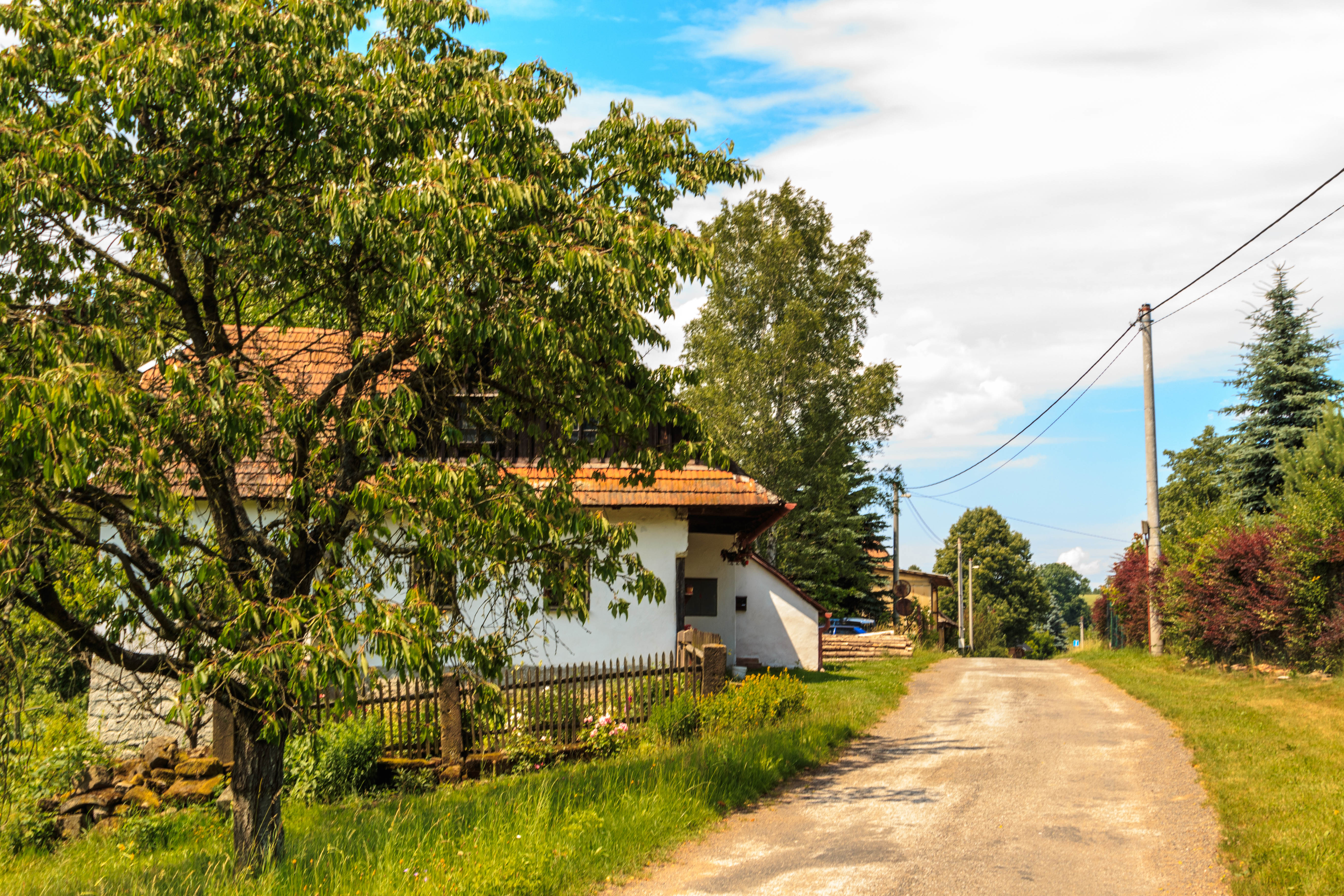
Dům čp. 35
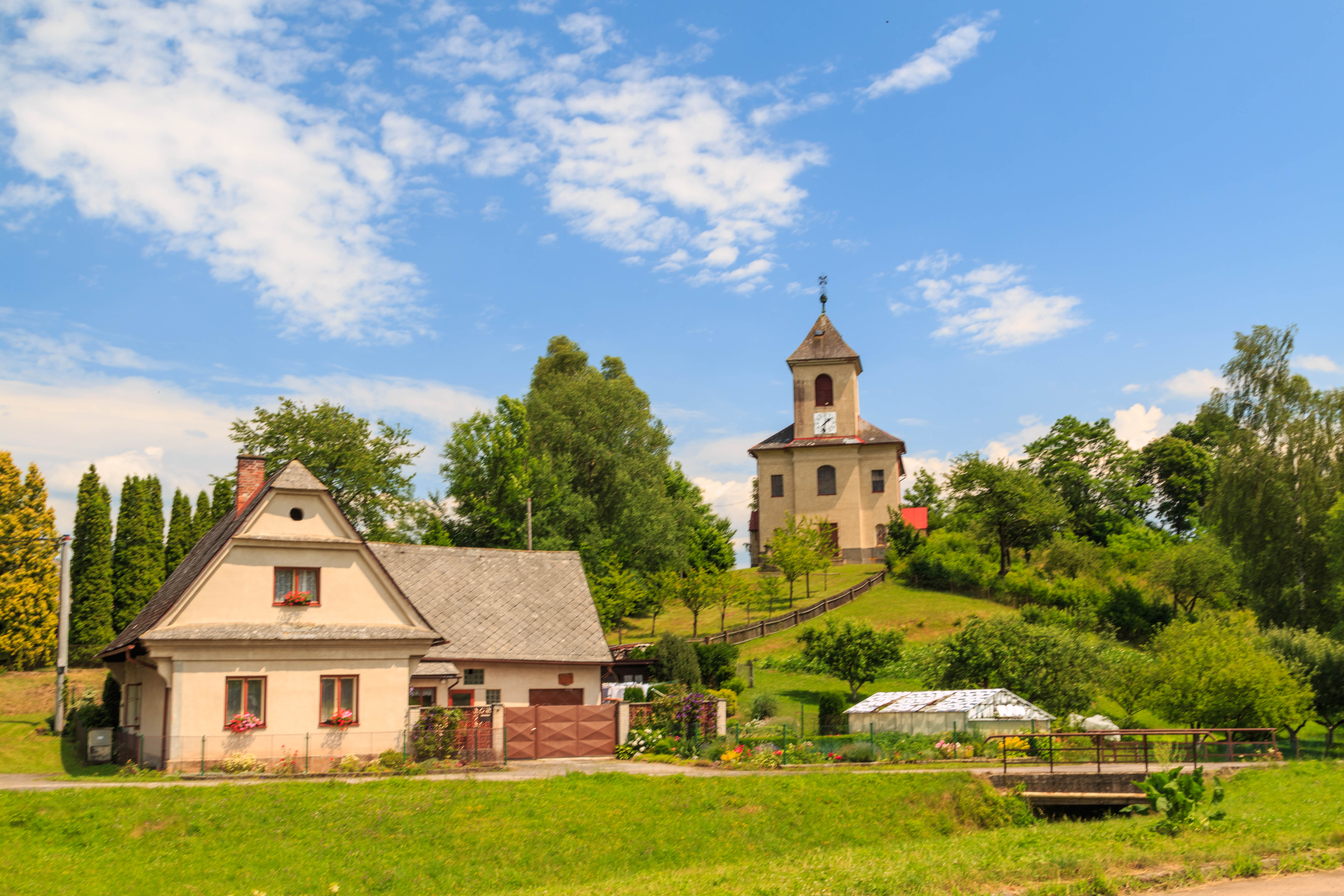
Kostel svatého Jana Křtitele